# Jono Howard
Jono Howard – kanadyjski pisarz, pracuje przede wszystkim przy animowanych programach dla dzieci.

## Kariera
Przez większość swojej kariery pracował  z animatorem Dannym Antonuccim.
Pracował jako pisarz w następujących produkcjach:
- 2006-obecnie: The Very Good Adventures of Yam Roll in Happy Kingdoom
- 2004: Atomowa Betty
- 2003: Yakkity Yak
- 2002-2003: Transformers: Armada
- 1999-2006: Ed, Edd i Eddy
- 1999-2000: Cybersix
- 1994: The Brothers Grunt
- 1994-1998: ReBoot

W 2006 roku Howard został nominowany do Nagrody Leo, Howard również został nominowany do Best Screenwriting, za swój scenariusz do Atomowej Betty
- 2012-2017:  Mia i Ja